# Kispus
Kispus er en dansk film fra 1956 med manuskript og instruktion af Erik Balling. Det var den første danske live-action spillefilm i farve.

## Medvirkende
- Helle Virkner
- Henning Moritzen
- Nina Pens
- Gunnar Lauring
- Ove Sprogøe
- Lis Løwert
- Angelo Bruun
- Inger Lassen
- Gerda Madsen
- Poul Reichhardt
- Birgitte Federspiel
- Lily Broberg
- Vera Gebuhr
- Jessie Rindom
- Bjørn Watt Boolsen
- Olaf Ussing
- Gabriel Axel
- Bodil Miller
- Holger Juul Hansen
- Caja Heimann
- Henry Lohman
- Kirsten Walther